# Wilhelm Telle
Ne doit pas être confondu avec Wilhelm Tell.
Wilhelm Telle (né le 9 septembre 1798 à Berlin, mort le 10 mai 1862 dans la même ville) est un compositeur prussien et directeur musical de nombreux théâtres.

## Biographie
Fils du maître de ballet et chorégraphe Constantin Michel Telle (de), il apprend le piano auprès de Franz Lauska (de) et la théorie musicale auprès de Joseph Augustin Gürrlich. Après une première apparition publique en 1816 en tant que pianiste à Berlin, il se rend ensuite à Paris, où il étudie la composition auprès de Luigi Cherubini jusqu'en 1819.
En 1820, Telle retourne à Berlin, où la même année il présente ses premières œuvres au Schauspielhaus Berlin, où son père travaille comme maître de ballet et chorégraphe : le 12 janvier, le ballet Der Müller et le 15 août l'opéra Das Schützenfest. Lorsque le nouveau Königsstädtisches Theater ouvre à Berlin en 1824, Telle reçoit son premier contrat de travail en tant que deuxième directeur musical après Karl Friedrich Cerf (de) et le metteur en scène d'opéra Wilhelm Ehlers (de). Un an plus tard, il déménage avec Ehlers à l'ancien théâtre de Magdebourg, où Telle directeur musical jusqu'en 1827. Au moment de l'interrègne local en mai 1825, Telle est directeur du théâtre avec Wilhelm August Wohlbrück notamment. Le 23 décembre de la même année, il crée l'opéra Husarenliebe sur un livret de Karl Friedrich Müchler (de).
En 1827, Telle va au théâtre d'Aix-la-Chapelle, de nouveau comme directeur musical sous la direction de Heinrich Bethmann (de) puis de Joseph August Röckel (de). Pour son introduction, il compose une ouverture festive, donnée le 28 avril 1828. En novembre 1830, Telle est remplacé par Karl Fischer en raison d'une mauvaise année. Après que le théâtre a des difficultés financières et la gestion du théâtre est repris le 5 juillet 1831 par une société par actions dirigée par James Cockerill (de), Telle revient en tant que directeur musical. C'est en tant que tel qu'il créé son opéra Rafael le 22 décembre 1831.
Un an plus tard, il quitte Aix-la-Chapelle et réapparaît qu'en 1834 en tant que maître de chapelle au Theater am Kärntnertor. En 1840, Telle est nommé directeur musical au théâtre de Bamberg et, en 1843, dans l'ancien théâtre municipal de Kiel. En 1845, il retourne à Berlin, où il publie encore quelques compositions jusqu'à sa mort.

## Œuvres
- Das Carneval von Venedig, ballet de pantomime, livret de Michel François Hoguet (de), Berlin 1820
- Der Müller, ballet, Berlin le 12 janvier 1820
- Das Schützenfest, opéra en deux actes, livret de Sophie Friederike Krickeberg, Berlin le 15 août 1820
- Husarenliebe, opéra, livret de Karl Friedrich Müchler, Magdebourg le 23 décembre 1825
- Der Bezauberten Rose, opéra en trois actes, livret d'Eduard Heinrich Gehe, Berlin 1830
- Rafael, opera en trois actes, livret de Franz Arendt, Aix-la-Chapelle le 22 décembre 1831
- Sarah, oder: Die Waise von Glencoe, opéra en deux actes, livret d'Anne-Honoré Joseph Duveyrier
- Lebende Blumen, opérette en un acte, livret d'Eduard Jerrmann (de), Berlin 1853